# فيشغراد
فيشغراد هي بلدة قلعة في مقاطعة بشت في المجر.

## صور

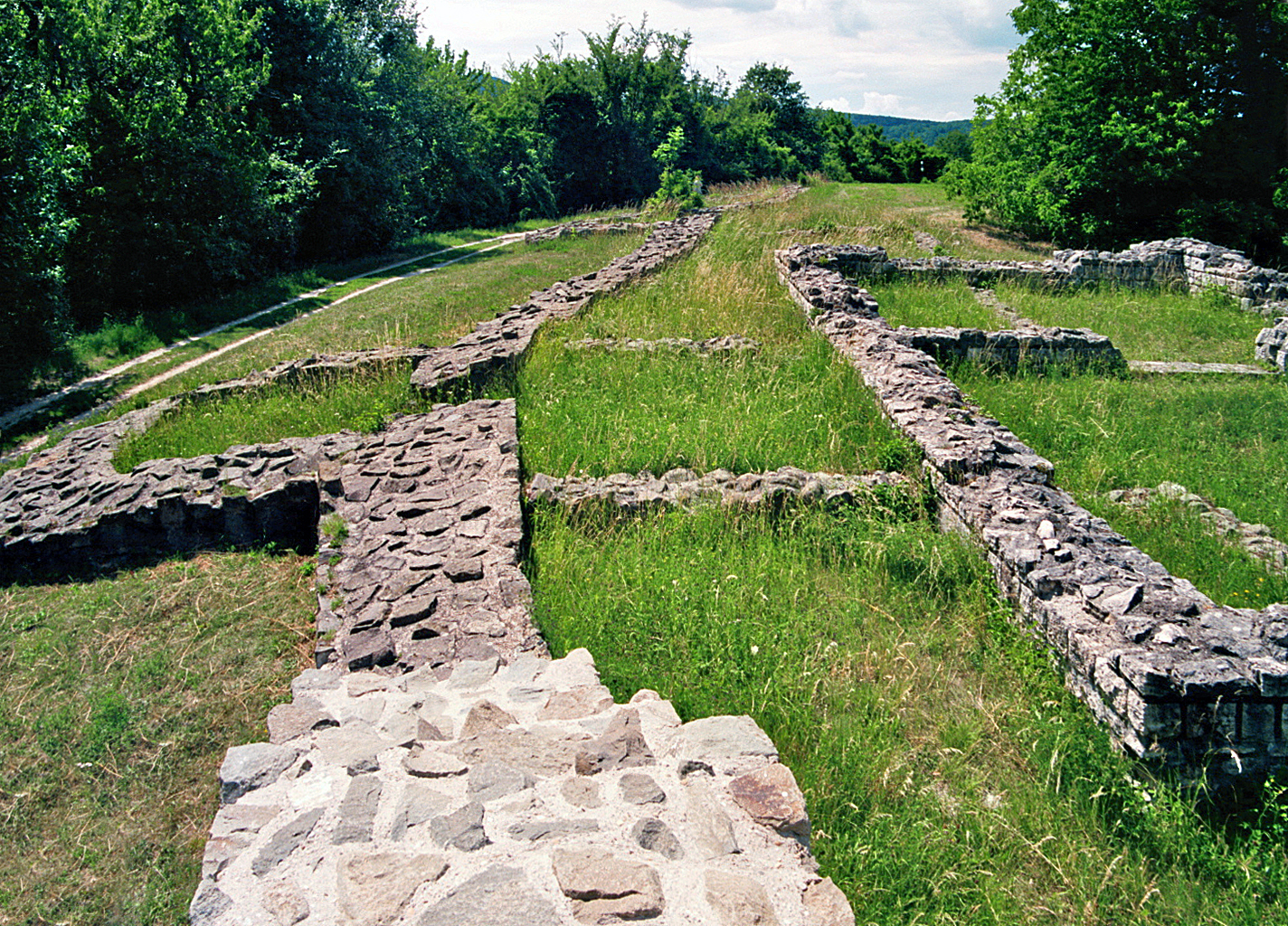
تلة سيبريك
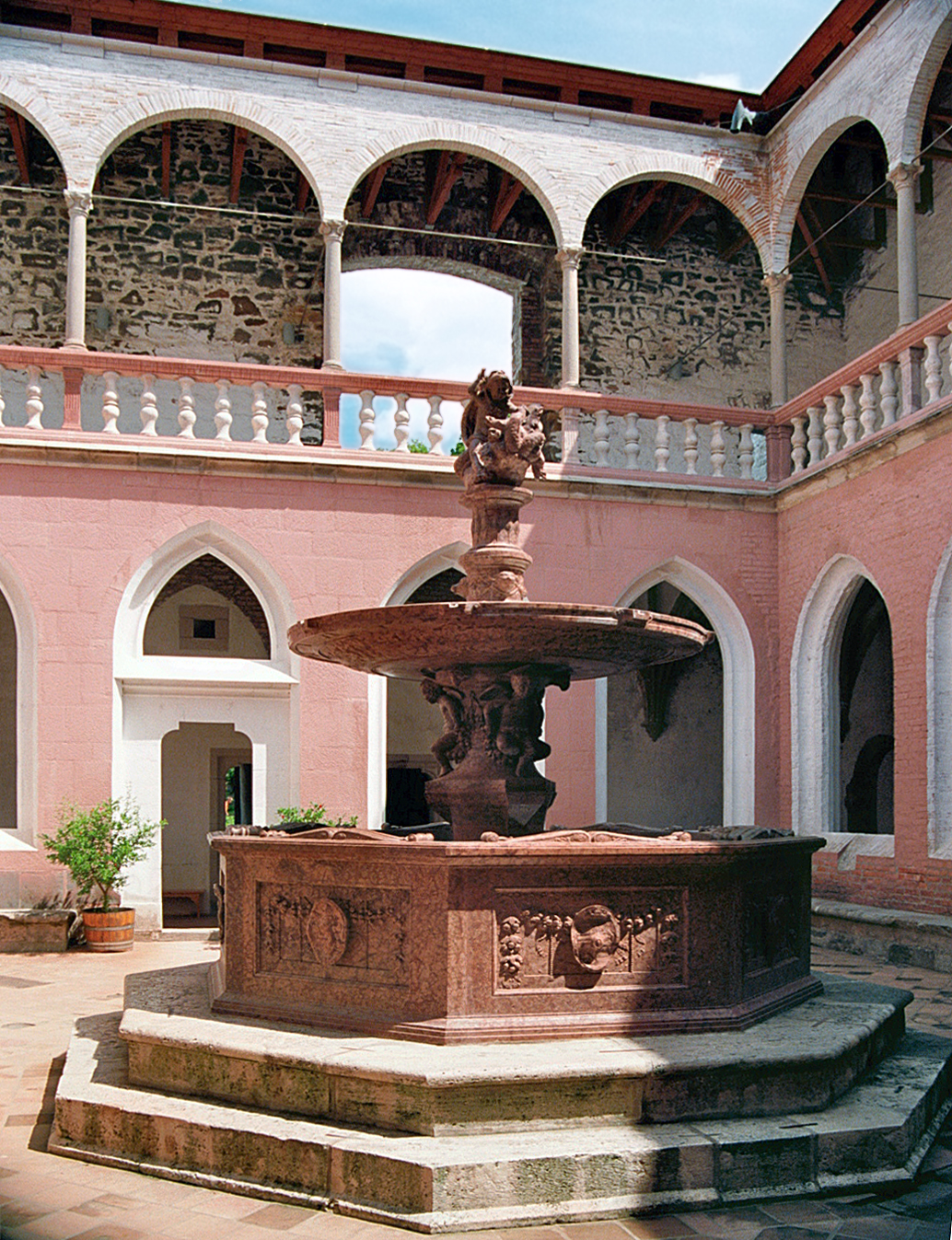
القصر الملكي، نافورة ماتياس
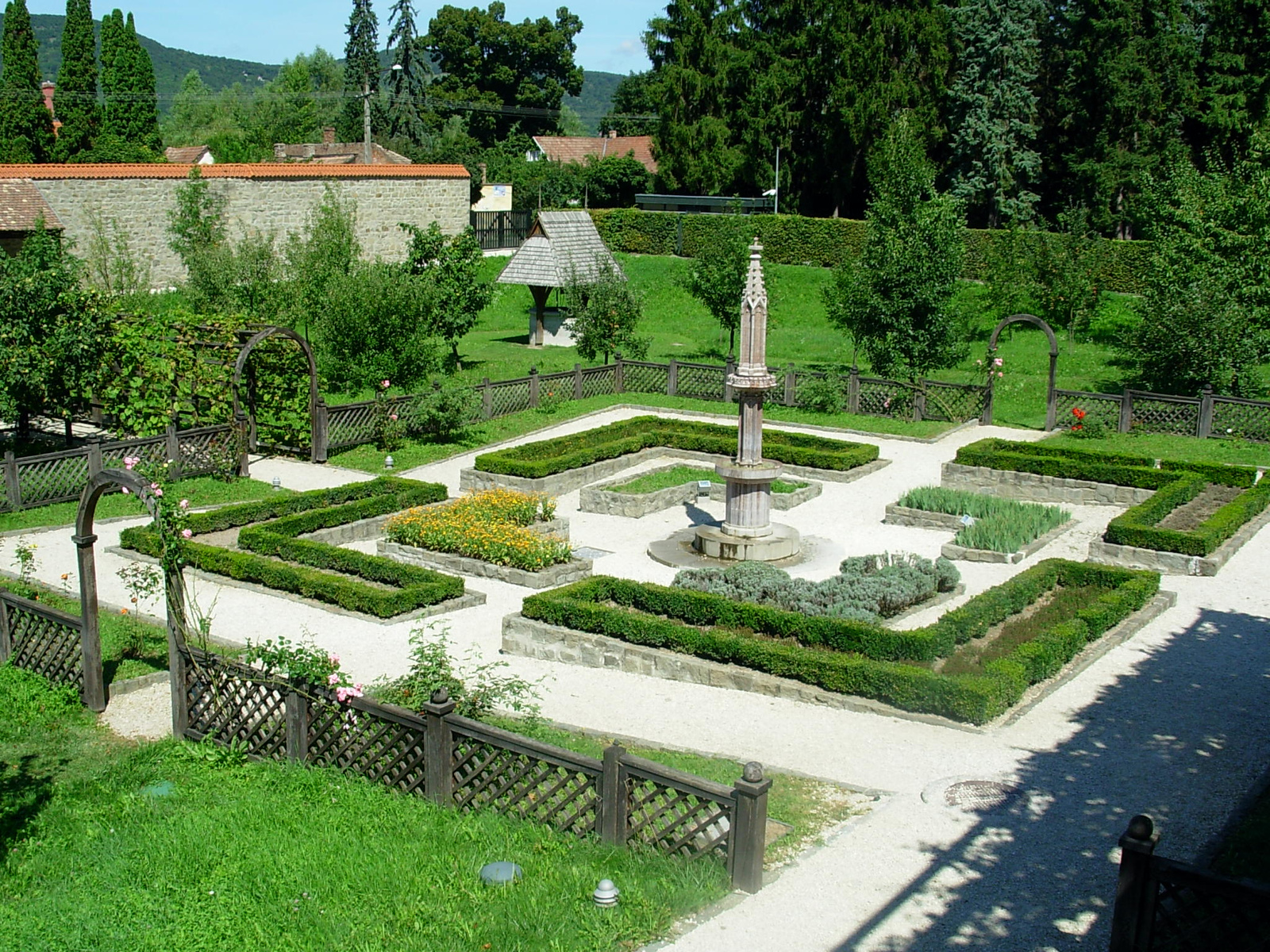
حدائق القصر الملكي
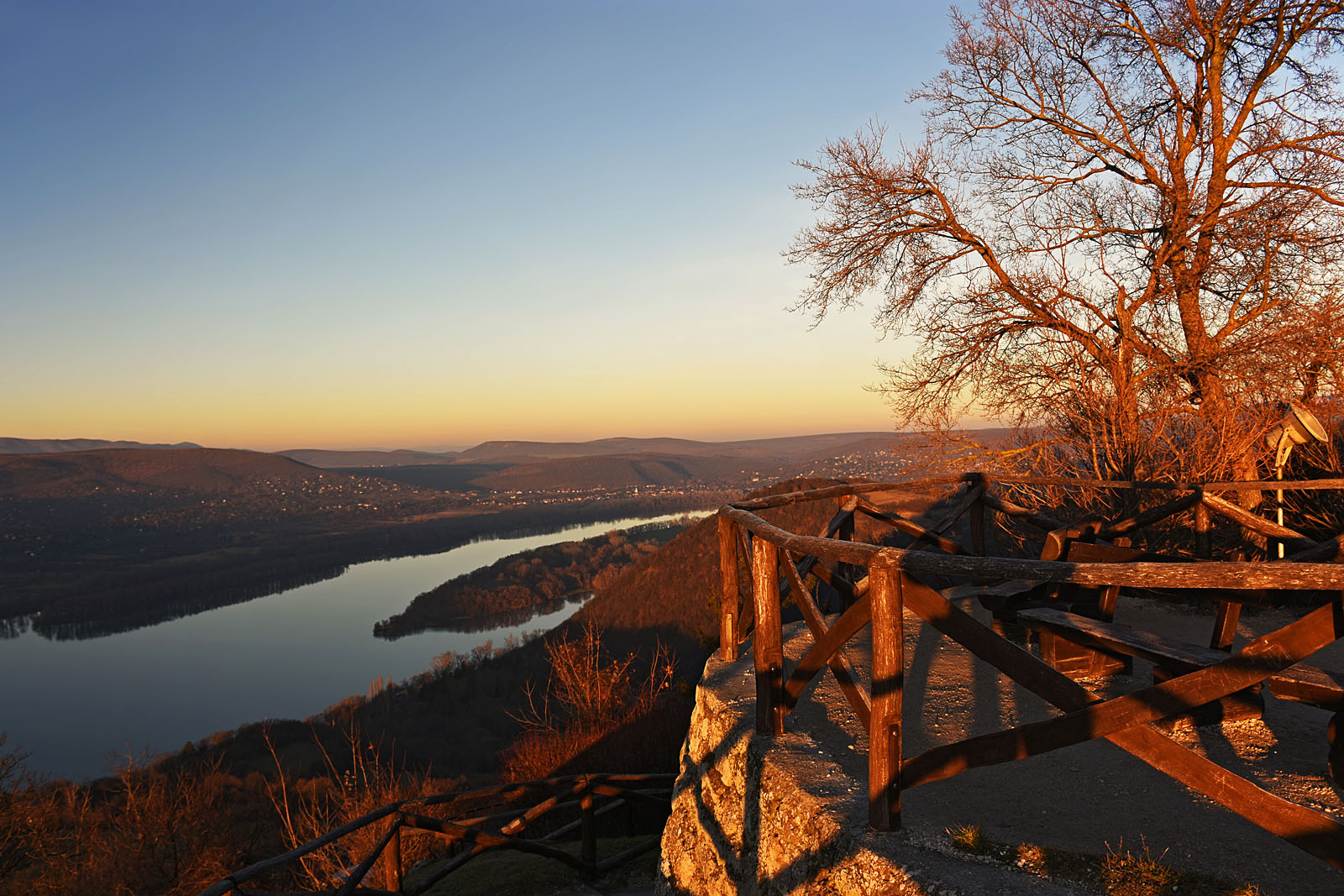
صورة بانورامية لقلعة فيشغراد
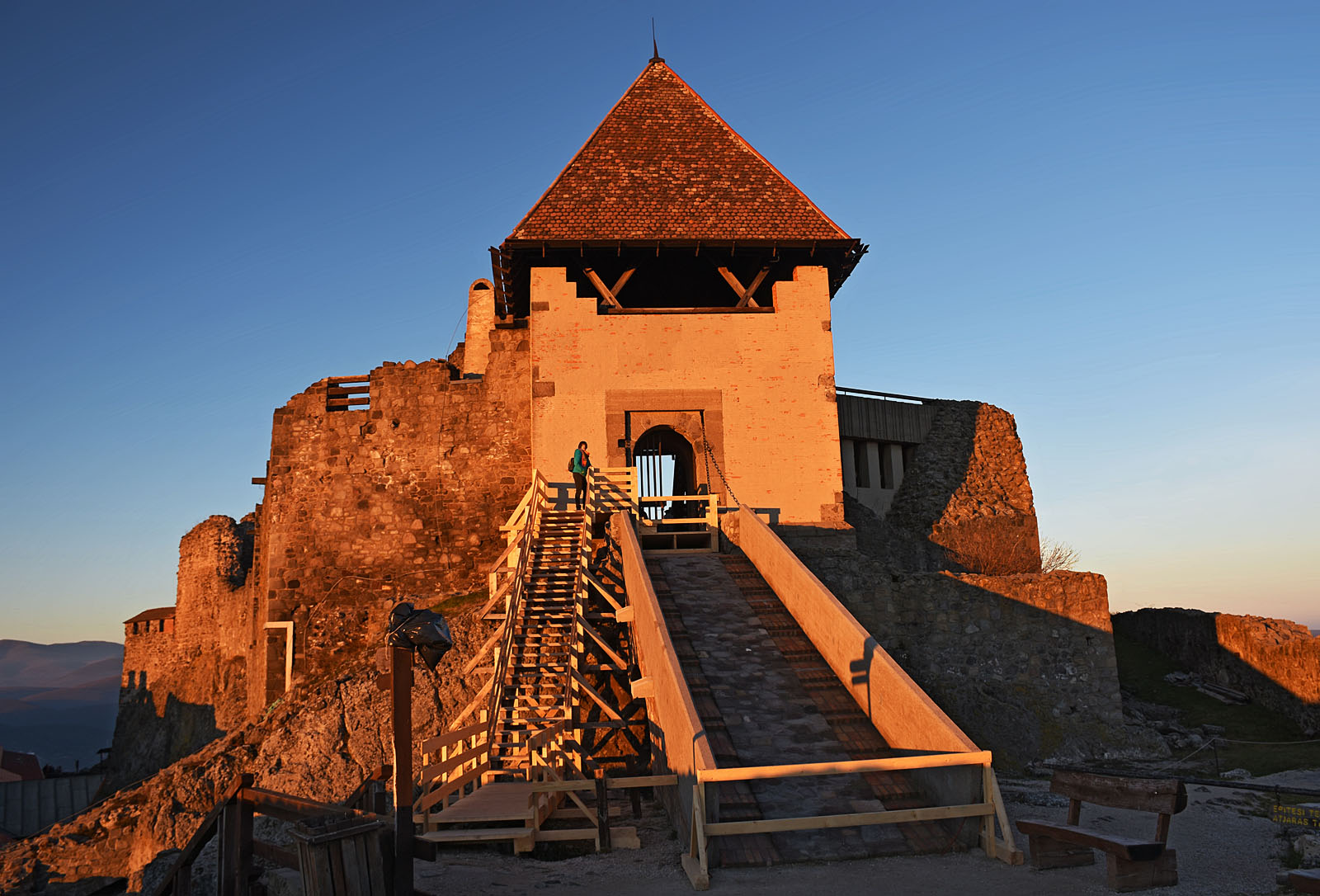
قلعة فيشغراد
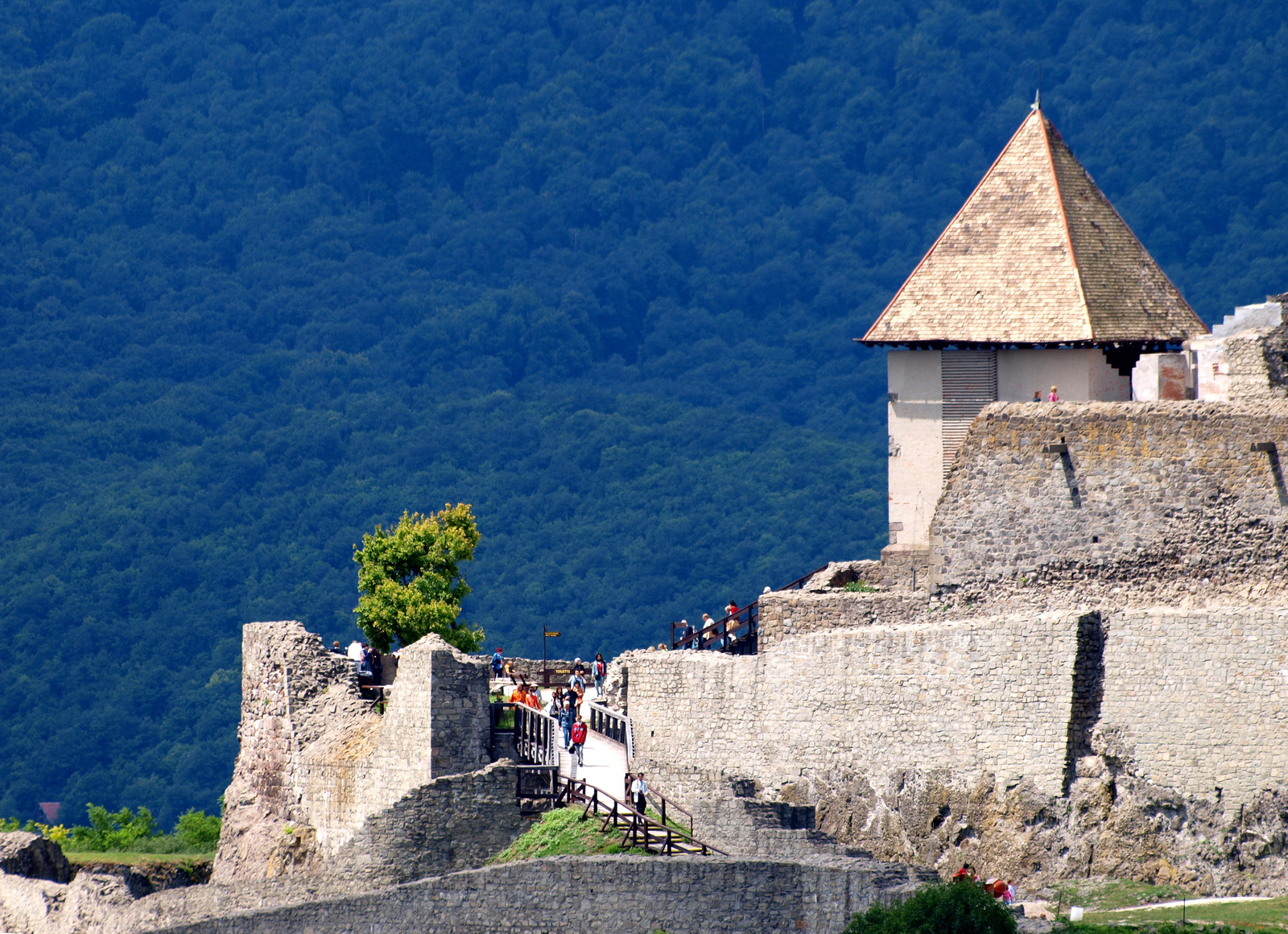
قلعة فيشغراد